# 読売新聞北海道支社
読売新聞北海道支社（よみうりしんぶん ほっかいどうししゃ）は、北海道札幌市中央区にある読売新聞東京本社の支社である。

## 概要
第二次世界大戦前の1942年（昭和17年）3月に、東京の読売新聞社は北海道小樽市で発行されていた「小樽新聞」（道内三大紙の一角と言われた新聞）との連携が成立し、正力松太郎が小樽新聞社の取締役会長に就任するなど読売は本格的に北海道に進出したが、同年11月に戦時下における政府・軍部によるマスコミ統制策「一県一紙令」により、小樽新聞は道内他10紙とともに統合され、「北海道新聞」となった。
1959年（昭和34年）5月1日、読売新聞社（現・読売新聞東京本社）は改めて札幌支局を北海道支社に昇格させ、読売新聞の道内での現地印刷を開始した（なお、北海道支社開設前は現在の東京本社が北海道向けに『北海読売』を発行していた）。同じ時期に朝日新聞社、毎日新聞社も北海道支社を開設して現地印刷を始めた。東京で制作した紙面をファクシミリで送信して印刷する形をとった。なお、高校野球や選挙の結果によっては一面であっても北海道支社で独自に差し替えを行うこともある（但し、北海道向けの紙面も東京本社に於いて一括して制作される）。
元々支社は札幌市中央区北4条西4丁目にあり、一時期は札幌ワシントンホテルが同居していたが、老朽化のため、2004年9月に読売北海道ビル着工、2006年7月竣工。ホテルとの同居は維持されており、現在はホテルグレイスリー札幌と同居している。移転期間中は札幌市北区あいの里の読売新聞北海道新館で業務をしていたが、読売北海道ビル完成後はロイズコンフェクトの本社と工場になっている。
株式会社メガ・コーポレーションと共同で「よみうりメガビジョン」を札幌市内2箇所にて稼動させている。

## 所在地
- 北海道札幌市中央区北4条西4丁目1 郵便番号060-8656 （読売北海道ビル）

## 支局
- 函館、旭川、釧路、小樽、北見、苫小牧、岩見沢、夕張

## 印刷工場
- 北広島、帯広

道東地方向けの新聞印刷は十勝毎日新聞社（帯広市）の子会社かちまい印刷に委託。それ以外は道南向けの函館新聞を含め、凸版印刷との合弁会社トッパンメディアプリンティング北海道に委託し、読売新聞大曲工場（北広島市）で印刷している。

## 夕刊発行（セット版）地域
- 道央の石狩管内、上川管内、空知管内、後志管内、胆振管内、日高管内についてはセット版（朝刊・夕刊両方）として発行する。それ以外は朝刊統合版のみ。

## 紙面

### テレビ・ラジオ欄
朝刊・最終面
- フルサイズ - NHKテレビ、NHK Eテレ、STVテレビ、HBCテレビ、UHBテレビ、HTBテレビ、TVhテレビ
  - 民放局の並びは東京本社発行の首都圏版以外の版と同様、在京キー局のアナログ放送時代のチャンネル順（日テレ→TBS→フジ→テレ朝→テレ東）に準じた配列となっている。
- 3分の1サイズ - NHK BS
- 4分の1サイズ - BS日テレ、BS朝日、BS-TBS、BSテレ東、BSフジ、BS11 イレブン、WOWOWプライム、BS12
- 極小サイズ(2列) - J:COM BS

※BS11 イレブンは2017年4月1日付から、BS12は2020年4月1日付から最終面に移動した。
※2022年11月1日付から、同年10月31日に閉局したBSスカパー!の後継として、BSJapanextが最終面に移動した。
※2024年6月現在、BS松竹東急が最終面、BSJapanextが中面での掲載となっている。
朝刊・中面
- 地上波
  - 極小サイズ - NHK Eテレ（サブチャンネル）
- BS・CS
  - 4分の1サイズ -NHK BSプレミアム4K、民放系 4K（各局の4K画質制作の番組を紹介）、日テレプラス、日テレジータス、WOWOWライブ、同シネマ、WOWOWプラス、BS10、BS10スターチャンネル、放送大学テレビ、放送大学BSラジオ、J SPORTS1、同2、同3、同4、日本映画専門チャンネル、時代劇専門チャンネル、ディズニー・チャンネル、BSよしもと、チャンネルNECO、LaLa TV
  - 極小サイズ - NHK BS8K、日テレNEWS24

※日テレNEWS24は日テレプラス・日テレジータスから見てさらに小さいサイズとなっており、その下段にこれらのチャンネルがスカパー!、ケーブルテレビで視聴できる旨のお知らせと、その問い合わせ電話番号を記載している。
※2022年6月13日付までアニマックスと釣りビジョン、グリーンチャンネルの番組欄が掲載されていたが、同月14日付からBS松竹東急とBSJapanext、BSよしもとの番組欄に切り替えた。
※2022年11月1日付から、BSJapanextの最終面移動に伴い、空いた枠には時代劇専門チャンネルの番組欄を新規掲載した。
- ラジオ

ラジオ各局については、局名カットの箇所は親局の周波数を掲載し、それ以外については掲載収録地域の主要放送支局・中継局の周波数を地域ごとの一覧で掲載している（東京本社版、中部支社版、北陸支社版も同様）
- 3分の1サイズ（AM） - NHK第1、NHK第2、STVラジオ、HBCラジオ、青森放送、IBCラジオ
- 3分の1サイズ（FM） - NHK-FM、AIR-G'、NORTH WAVE
- 4分の1サイズ - ラジオNIKKEI、在京AM深夜（24時以降）〔TBSラジオ、文化放送、ニッポン放送、ラジオ日本〕
- 極小サイズ - AFN

※コミュニティFMを抱える地域版ではその番組表も朝刊地域面に掲載されている。
夕刊・最終面
- フルサイズ - 掲載局は朝刊と同じ
- 4分の1サイズ - NHK BS、BS日テレ、WOWOWプライム

夕刊・中面
- 4分の1サイズ（BS・CS） - BS朝日、BS-TBS、BSテレ東、BSフジ、WOWOWシネマ、WOWOWライブ、スターチャンネル、BS11 イレブン、BS12、NHK BSプレミアム4K、日テレジータス（これのみ3分の1サイズ）
- 極小サイズ（ラジオ） - NHK第1、NHK第2、STVラジオ、HBCラジオ、NHK-FM、AIR-G'、NORTH WAVE、ラジオNIKKEI

### 天気予報欄の地名掲載順
札幌-小樽-岩見沢-函館-苫小牧-帯広-釧路-北見-旭川-稚内-東京-名古屋-大阪

## 不祥事
- 2020年2月、覚醒剤を使ったとして、警視庁新宿警察署署が覚醒剤取締法違反(使用)容疑で、同支社千歳通信部の記者を逮捕していたことが分かった。記者は同年2月3日、東京都新宿区の路上を挙動不審な様子で歩いているところを、署員が職務質問。所持品から注射器などが見つかり、尿検査の結果、覚せい剤の陽性反応が出たという。記者は「使っていない」と容疑を否認している。この報を受けてグループ本社広報部は「記者は病気療養のため、昨年12月中旬から休暇を取って首都圏にある実家に帰っていた。捜査の行方を見て、適切に対処する。」とのコメントを出した[3]。
- 2022年6月、書店で万引きをしたとして、北海道札幌方面西警察署が同支社記者を窃盗の現行犯で逮捕していたことが明らかになった。記者は同年6月18日、札幌市中央区の書店で漫画1冊(販売価格:880円)を盗んだとされている。記者は調べに対し容疑を認めているとのこと。この報を受けグループ本社広報部は「社員が逮捕されたことを重く受け止めます。事実を確認して適切に対応します。」とのコメントを出した[4][5]。